# Molecular and Cellular Neuroscience
Molecular and Cellular Neuroscience è una rivista scientifica bimestrale sottoposta a revisione paritaria, che tratta tutti gli aspetti delle scienze neurologiche. I caporedattori sono Mathias Bähr (Università di Gottinga), Alain Chédotal (Università della Sorbona), Henrik Zetterberg (Università di Göteborg) e Noam E. Ziv (Technion, Israele).
Secondo il Journal Citation Reports, nel 2021 la rivista ha ricevuto un fattore di impatto pari a 4,626. Al 2025 l'indice H è stato pari a 147.